# Lawson-Gletscher
Der Lawson-Gletscher ist ein Gletscher im ostantarktischen Viktorialand. In der Cartographers Range der Victory Mountains fließt er entlang der Westflanke des Hughes Ridge in südlicher Richtung zum Hearfield-Gletscher
Das Advisory Committee on Antarctic Names benannte ihn 2009 nach Harold Scott Lawson, Kartograph des United States Geological Survey von 1978 bis 2004, der im antarktischen Winter 1985 der Mannschaft für Satellitengeodäsie auf der Amundsen-Scott-Südpolstation angehört hatte.